# Pungalá
Pungalá ist eine Ortschaft und eine Parroquia rural („ländliches Kirchspiel“) im Kanton Riobamba der ecuadorianischen Provinz Chimborazo. Die Parroquia besitzt eine Fläche von 281,33 km². Die Einwohnerzahl lag im Jahr 2010 bei 5954. Die Parroquia wurde am 29. Mai 1861 gegründet.

## Lage
Der 2854 m hoch gelegene Hauptort Pungalá befindet sich 17 km südsüdöstlich der Provinzhauptstadt Riobamba. Der nach Norden fließende Río Chambo begrenzt das Verwaltungsgebiet im Westen, dessen rechte Nebenflüsse Río Guarguallá und Río Daldal begrenzen das Areal im Süden und im Norden. Der Río Alao durchquert die Parroquia in westlichen Richtung und mündet südlich von Pungalá in den Río Chambo. Entlang der östlichen Verwaltungsgrenze verläuft der Hauptkamm der Cordillera Real zwischen den Vulkanen El Altar im Norden und Sangay im Süden. Die Parroquia liegt in Höhen zwischen 2680 m und 4440 m.
Die Parroquia Pungalá grenzt im Norden an den Kanton Chambo, im Osten an den Kanton Pablo Sexto (Provinz Morona Santiago), im Süden an die Parroquia Cebadas (Kanton Guamote) sowie im Westen an die Parroquia Licto.